# Лиль, Эдуард
Эдуард Лиль  — австрийский офицер инженер и математик.

## Биография
Родился 20 октября 1830 года в Брюксе, Богемия (ныне Мост).
С 1848 по 1849 учился математике в чешском техническом университете в Праге.
В 1850 году поступил в военно-инженерный корпус Австрийской Империи.
С 1852 по 1856 год он продолжил свое образование в военно-инженерной академии в Клостербрюке возле Зноймо. Позже он был переведён в Осиек, Кронштадт и Сплит.
Ушёл из своей военной карьеры в 1868 году в гауптмана инженерного корпуса.
В том же году он стал инженером  Австрийской Северо-Западной железной дороги.
Курировал строительство железной дороги в Трутнове.
После серьезной аварии, смог работать только в офисе.
В 1872—1875 годах работал секретарём директора строительной железнодорожной компании.
Позже стал техническим консультантом в офисе компании и в 1885 году руководитель департамента статистики.
Вышел в отставку в 1894 в звании старшего инспектора.

## Вклад
- Метод Лиля — графическое представление схемы Горнера. Метод опубликован в 1867 году[1] и обобщён в его более поздней работе.[2]
- Закон Лиля[нем.] — одна из первых моделей для пассажиропотока между двумя пунктами. Эта модель использовалась в градостроительстве на протяжении большей части 20-го века, но сейчас считается несколько устаревшей и заменена на более сложную модель.

## Труды
- Résolution graphique des équations numériques de tous les degrés à une seule inconnue, et description d'un instrument inventé dans ce but. Nouvelles Annales de mathématiques (2), Vol. 6, 1867, pp. 359-362 (online copy)
- Résolution graphique des équations algébriques qui ont des racines imaginaires. Nouvelles Annales de mathématiques (2), Vol. 7, 1868, pp. 363-367 (online copy)
- with Charles Hermite: Résolution graphique des équations numériques d'un degré quelconque à une inconnue Comptes Rendus Acad. Sci., Vol. 65, Paris, 1867, pp. 854-857 (online copy)
- Die Grundgesetze des Personenverkehrs. Zeitschrift für Eisenbahnen und Dampfschiffahrt, 1889
- Das Reisegesetz und seine Anwendungen auf den Eisenbahnverkehr. Spielhagen & Schurich, Wien 1891 (online copy)